# Juntas de vidro esmerilhado

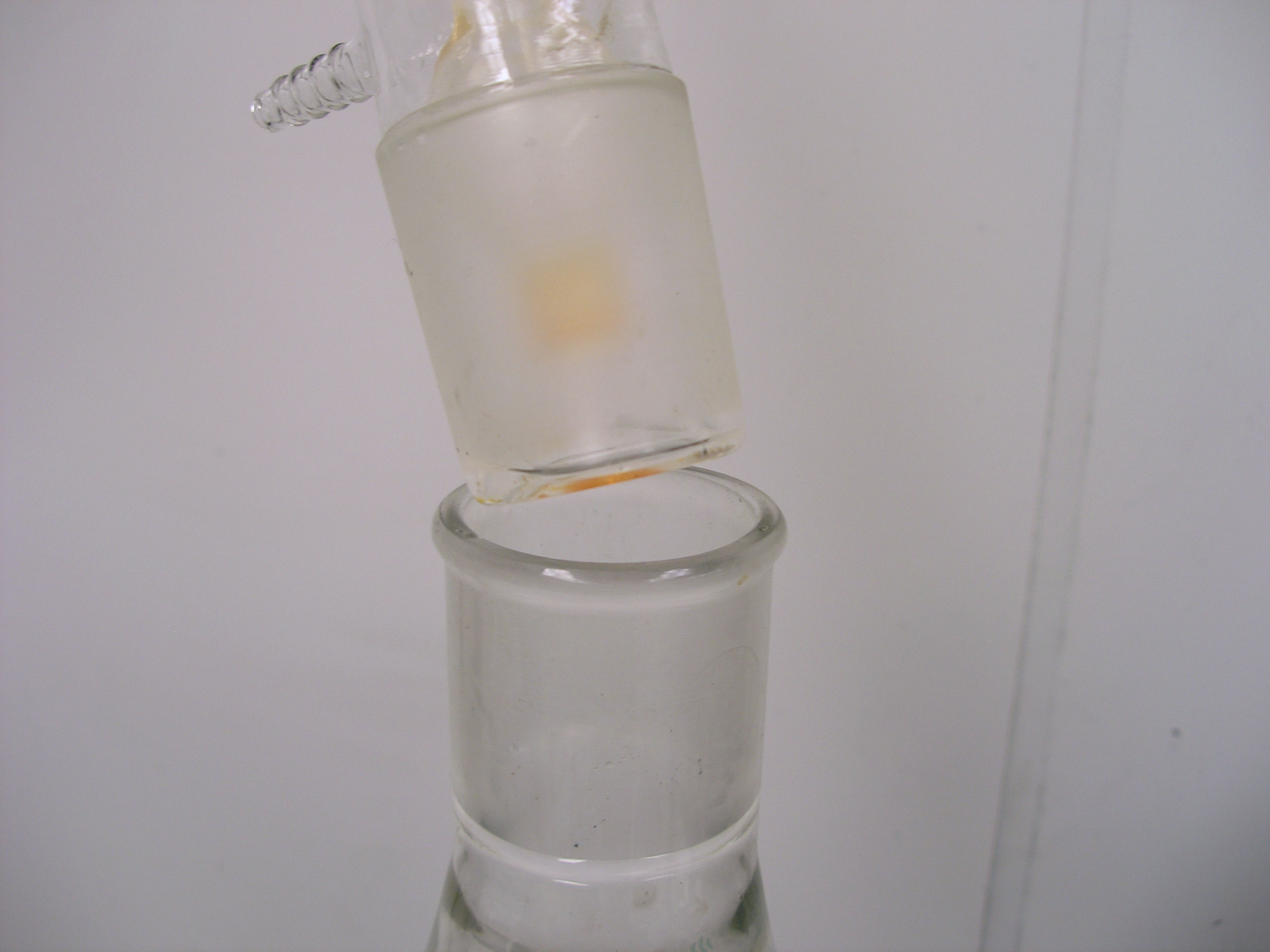
Uma junta de vidro esmerilhado tamanho "45/50" entre um balão Erlenmeyer e um condensador Allihn.

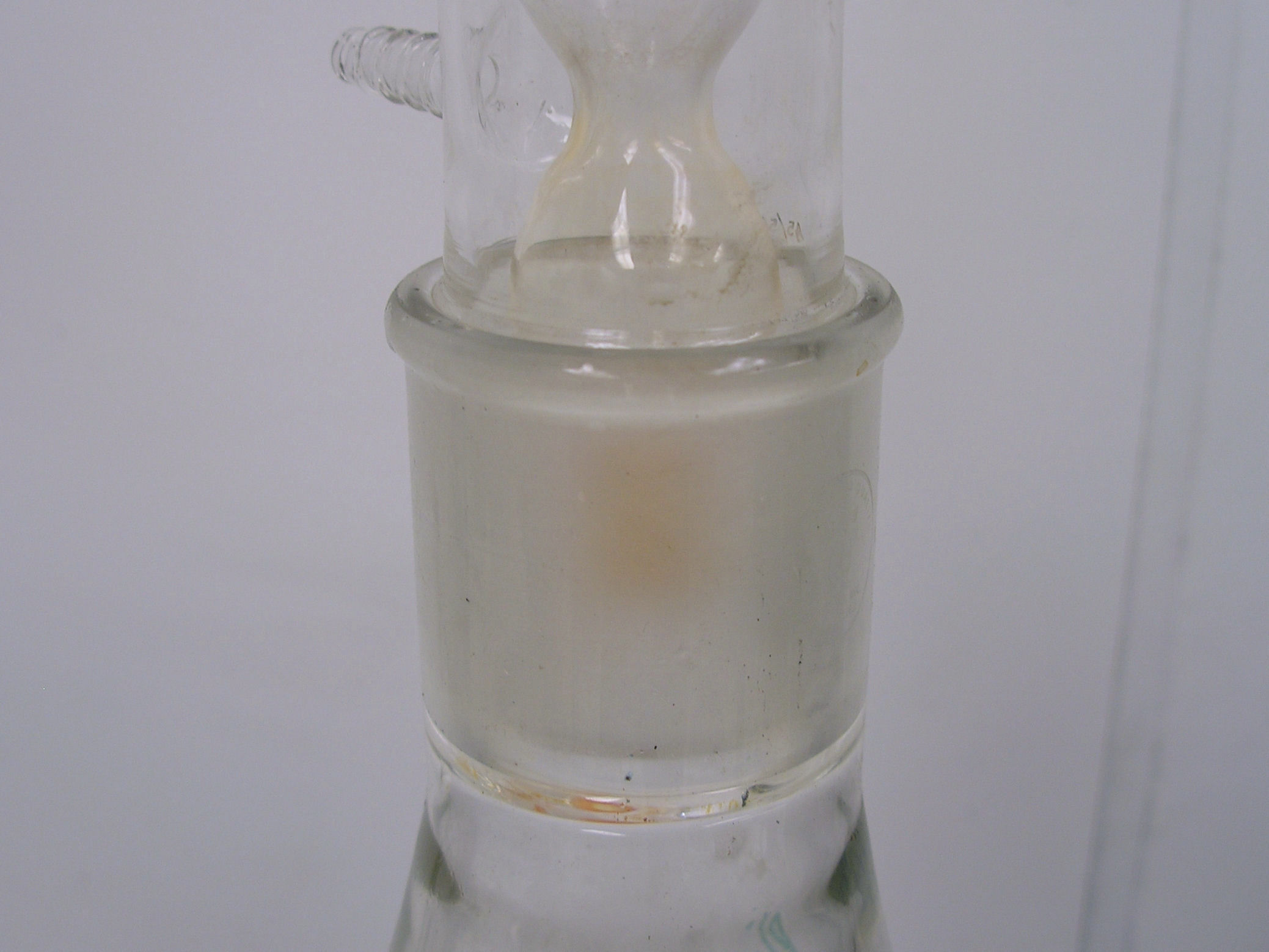
A mesma junta, fechada.

As juntas de vidro esmerilhado são utilizadas para facilitar e agilizar a montagem da vidraria de laboratório, permitindo a adaptação de partes comuns de modo versátil e rápido. Por exemplo, um balão de fundo redondo, um condensador Liebig, e um borbulhador com juntas de vidro esmerilhadas podem ser rapidamente montados para ferver sob refluxo uma mistura reacional. Isto representa uma grande vantagem quando comparado com os métodos tradicionais, que frequentemente exigiam a confecção de vidraria feita sob medida, e também a utilização de materiais menos resistentes ao calor e ao ataque químico, tais como rolhas de cortiça ou borracha, de confecção também trabalhosa. O vidro esmerilhado já é utilizado há muito tempo para a confecção de tampas de frascos, garrafas e retortas, mas somente há algumas décadas iniciou-se o seu emprego na conexão com condensadores, cabeças de destilação e outras partes da aparelhagem dos laboratórios químicos. A padronização das dimensões das juntas, permitindo o encaixe perfeito com um grande número de peças, foi crucial para a generalização de seu uso.

## Características
Há dois tipos de juntas, as juntas esféricas e as juntas cônicas. Para cada uma delas há uma versão interna ("macho"), com a superfície esmerilhada para fora e uma externa ("fêmea"), esmerilhada por dentro. As juntas cônicas tem uma conicidade padrão (Standard Taper) de 1:10 simbolizada por uma marca com um T e um S sobrepostos, que são gravados no vidro, seguidos de números representando suas dimensões em milímetros. O primeiro número representa o diâmetro externo da base (parte mais larga) da junção interna, segue-se uma barra e o número representando o comprimento da junta. Na vidraria de confecção norte-americana as dimensões mais comuns são 14/20 (pequena) e 24/40 (média). Os de fabricação européia têm como valores mais comuns 10/19, 14/23, 19/26, 24/29 e 29/32, mas podem ser frequentemente encaixadas nas norte-americanas, pois diferem em comprimento mas têm a mesma inclinação. As tampas de garrafas, balões volumétricos e funis de separação, não costumam seguir esta padronização.

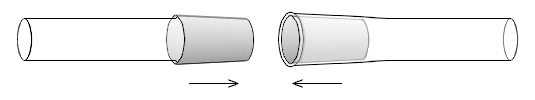
Juntas de vidros cônicas. À esquerda uma junta interna (macho) e à direita uma junta externa (fêmea. As superfícies esmerilhadas estão sombreadas. Quando montadas na direção mostrada pelas setas podem ser encaixadas. Em alguns casos (trabalhos em vácuo) costuma-se aplicar materiais lubrificantes, tais como graxa de silicone.

Juntas de vidro esféricas. As superfícies esmerilhadas estão sombreadas. Utilizadas mais raramente que as cônicas, e quase sempre em trabalhos com vácuo, em que há mais probabilidade de as juntas ficarem grudadas.

Algumas vezes a aparelhagem de vidro esmerilhado apresenta, a alguns milímetros da junta, pequenos ganchos de vidro, destinados a firmar as partes conectadas por meio de pequenas molas. Mais recentemente entretanto tem-se utilizado os grampos de Keck, patenteados em 1984, por Hermann Keck.

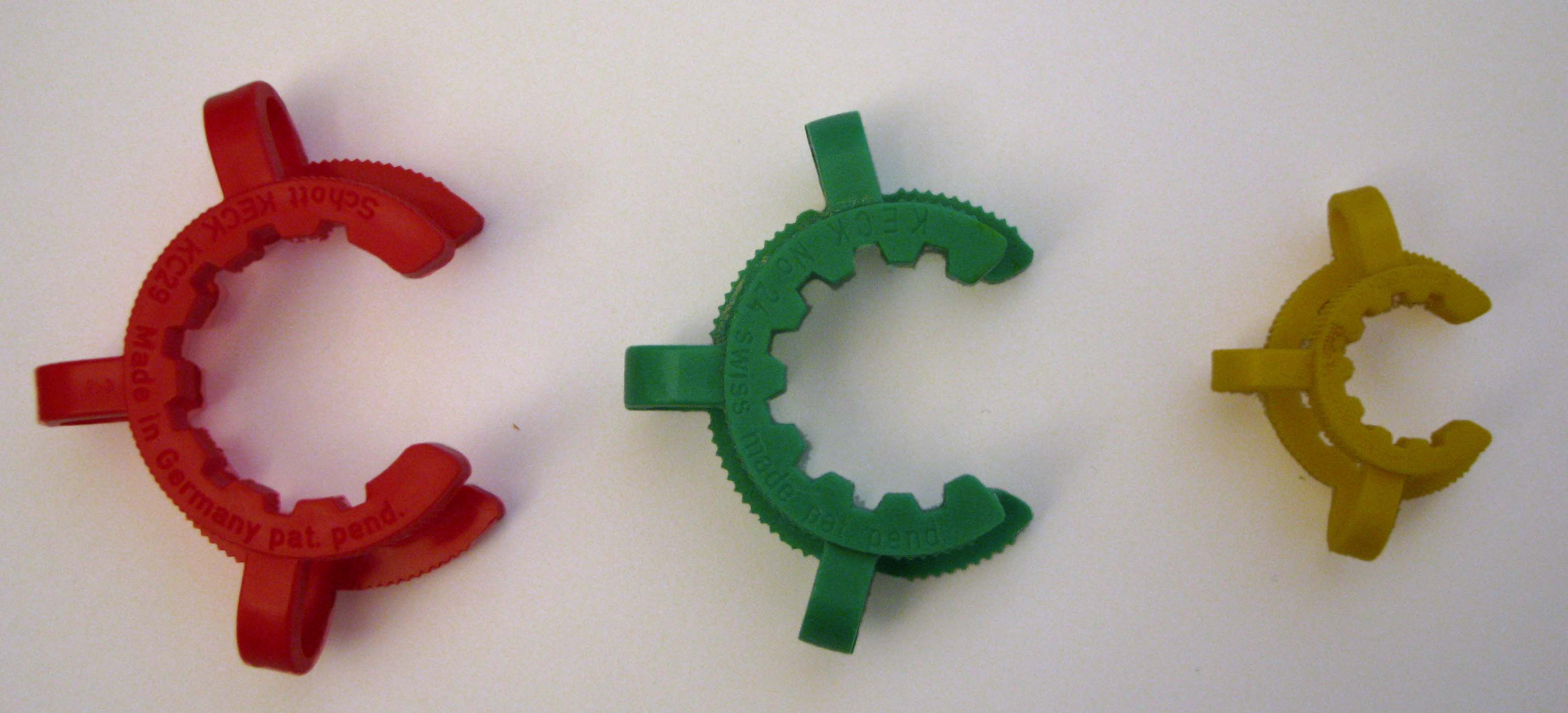
Grampos de Keck. Em três tamanhos: vermelho (29); verde (24); e amarelo (14)